# Cap Delgado
Le cap Delgado, en portugais Cabo Delgado, est un cap d’Afrique de l'Est donnant sur l’océan Indien à la frontière entre le Mozambique et la Tanzanie. Formé par le delta d’un fleuve appelé Ruvuma, il est proche du point le plus septentrional du Mozambique, pays à une province duquel il a donné son nom, la province de Cabo Delgado.

## Histoire
Certains historiens,, l’identifient avec le cap Prasum, finisterre sud de l’Afrique selon les géographes grecs Marinos de Tyr et Ptolémée. Dans la « Géographie » de Ptolémée, il désignait un point où la côte africaine s'incurve vers l'est, délimitant une terra incognita, pour se raccorder à l’Asie du sud-est et fermer l’Océan Indien. Les cartographes arabes, à l’instar d’al-Khwārizmī, avaient rectifié cette conception dès le IXe siècle, mais avec la traduction latine de Jacopo d'Angelo du « Ptolémée » de Maxime Planude (1406), elle connut un vif regain d'intérêt en Europe, avant d'être discréditée par la publication du récit de voyage de Bartolomeu Dias, en 1488.